# Сказание о храбром витязе Фэт-Фрумосе (фильм)
«Сказание о храбром витязе Фэт-Фрумосе» (рум. Povestea lui Fat-Frumos) — советский двухсерийный телевизионный фильм, снятый режиссёрами Владимиром Иовицэ и Николаем Есинеску на студии «Молдова-фильм» в 1977 году. Премьерный показ по Первой программе ЦТ состоялся 24—25 июня 1978 года .

## Сюжет
Фильм снят по мотивам молдавского и румынского фольклора о народном герое Фэт-Фрумосе. В селе рождается мальчик, который растёт не по дням, а по часам. Это богатырь Фэт-Фрумос. Смелый, справедливый, сильный физически и духовно, Фэт-Фрумос всегда придёт на помощь. Многое придется ему пережить в царстве злодея дракона Лаура-Балаура, прежде чем добро победит зло…

## В ролях
- Владимир Антоник — Фэт-Фрумос, храбрый богатырь, «золотые волосы»
- Констанца Тырцэу — мать Фэт-Фрумоса
- Броне Мария Брашките — Иляна-Косынзяна, невеста Фэт-Фрумоса
- Ион Унгуряну — дракон Лаур-Балаур
- Евгения Тудорашку — мать Лаура-Балаура
- Пётр Баракчи — брат Иляны
- Василе Зубку-Кодряну — брат Иляны
- Виталий Поклитару — брат Иляны
- Михай Курагэу — серый чёрт
- Ион Аракелу — рыжий чёрт
- Серджиу Финити — чёрный чёрт
- Инесе Янсоне — фея
- Н. Базанова — фея
- В. Ходакова — фея
- Леонид Филаткин — сын Лаура-Балаура
- Владимир Шакало — сын Лаура-Балаура
- Геннадий Четвериков — сын Лаура-Балаура
- Михаил Волонтир — Птицелов
- Виктор Чутак — Морозище
- Раду Поклитару — мальчик на празднике
- Думитру Карачобану — эпизод
- Ион Горя — эпизод
- Василе Тэбырцэ — эпизод
- Нинела Каранфил — эпизод
- Е. Салис-Николаева — эпизод

## Съёмочная группа
- Сценарий — Владимир Иовицэ, Николай Есинеску
- Режиссёр-постановщик — Владимир Иовицэ
- Оператор-постановщик — Павел Балан
- Художник — Константин Балан
- Композитор — Евгений Дога
- Звукооператор — Андрей Буруянов
- Режиссёр — О. Пеков
- Оператор — В. Корнилов
- Художник по костюмам — Э. Семёнова
- Художник по гриму — Н. Пономаренко
- Художник-декоратор — В. Ротарь
- Монтаж — Н. Буруяновой
- Ассистенты
  - Режиссёра — И. Корнилова, В. Чекир
  - Оператора — М. Бытка, О. Матер
  - Художника — Ю. Завадский
  - Звукооператора — С. Козлов
- Помощник режиссёра — Г. Свиридова
- Редактор — В. Андон
- Музыкальный редактор — В. Логинов
- Дирижёр — М. Нерсесян
- Директор фильма — Ф. Латуринский